# Wilhelm Harteveld
Julius Napoleon Wilhelm Harteveld, född 5 april 1859 i Stockholm, död 1 oktober 1927 i Stockholm, var en svensk kompositör och etnograf.  Han var son till litografen Salomon Harteveld, född i Amsterdam, och Johanna Gustafva Vidgar. Familjen bodde på Köpmangatan i Gamla stan. Uppgifter om hans musikaliska utbildning saknas, med undantag för en dokumenterad vårtermin 1873 i den förberedande klassen på Kungl. Musikkonservatoriet i Stockholm (i ämnet harmoni). Hans studier vid det berömda konservatoriet i Leipzig, nämnda i en del uppslagsverk, har dock inte kunnat beläggas: han var aldrig inskriven vid konservatoriet, men kanske gick han där som ”frilyssnare” och i sådana fall borde detta ha skett i mitten av 1870-talet.
Mellan 1877 och 1918 var Harteveld verksam i Ryssland (Charkiv, Kiev, Moskva) där han 1895 fick operan Den triumferande kärlekens sång (Kärlekens triumfsång, Pesn' torzhestvujusjej lubvi; efter Ivan Turgenjevs novell "En dröm" från 1877) uppförd i Charkiv. På sommaren 1908 företog han en lång etnografisk resa till Sibirien. Vägen gick via ett tiotal fängelser i Tobolsk, Nertjinsk, Akatujsk och andra städer där Harteveld kom att uppteckna över hundra sånger efter fångar, lösdrivare och den sibiriska ursprungsbefolkningen. Till en början presenterade han sin samling vid diverse fora i Moskva och runt om i landet parallellt med föreläsningar om sibirisk folklore. Sångerna publicerades i hans arrangemang, huvudsakligen för röster med piano, och spelades sedan in på grammofon. Av samma material, fast nu med orkester, satte han ihop Rymlingen: lösdrivarnas sånger som musikaliskt rollspel för framföranden på friluftsteatern Eremitaget i Moskva. Under 1912 utförde Wilhelm Harteveld ett arbete i samband med firandet av 100-årsdagen av slaget vid Borodino, då den ryska armén hade hållit stånd mot den napoleonska armén. Han förberedde programmet ”År 1812 i sånger” innehållande arrangemang av franska och ryska sånger från Napoleons krig mot Ryssland för symfoni- och blåsorkester med solister och kör.
Efter ryska revolutionen återvände Harteveld till Sverige. Väl hemma gav han ut marschen "Marcia Carolus Rex" ("Karl XII:s marsch"), som blev mycket populär i Sverige i samband med Gösta Ekman-filmen Karl XII. Harteveld uppgav sig ha hittat noterna i Poltavas stadsarkiv men dess verkliga titel är "Moskovitiska lantvärnets marsch" och den är troligen Hartevelds arrangemang av en hittills inte identifierad marsch.
Harteveld skrev också artiklar om Ryssland i Dagens Nyheter, bland annat om Rasputins sibiriska orgier och om tsarens abdikering. Sanningshalten i dessa artiklar är dock tvivelaktig.
Harteveld var gift med Anna Peder (av rysk-estnisk påbrå) och paret hade en dotter Magda (gift Lagerman-Gren), som blev författare och översättare. Han hade ytterligare tre barn från tidigare förhållanden i Ryssland, varav en av sönerna, Georgij Harteveld, blev konsertpianist och gästspelade i Sverige på 1930-talet; han komponerade även romanser och pianostycken.
Wilhelm Harteveld är begravd på Skogskyrkogården i Stockholm.